# Подтынный, Максим Леонидович
Максим Леонидович Подтынный (род. 6 августа 1972, Зарафшан, Бухарская область) — российский спортсмен-пауэрлифтер; Мастер спорта России (1992), Мастер спорта России международного класса (1994), Заслуженный мастер спорта России.

## Биография
Родился 6 августа 1972 года в городе Зарафшан Бухарской области Узбекской ССР.
Пауэрлифтингом начал заниматься ещё до поступления в вуз. Тренировался у Р. Х. Шагапова и Б. И. Шейко.
В 1997 году окончил Уральский государственный технический университет.
Тренерский стаж с 1993 года.
с 1993 спортсмен-инструктор.
с 2010 г. тренер-преподаватель.

### Достижения
- 2018, май. Чемпионат Ханты-Мансийского автономного округа-Югры по классическому пауэрлифтингу, 1 место
- 2013, март, Тула. Чемпионат и Первенства ФП России по пауэрлифтингу (классическому троеборью), 2 место
- 2012, май, Ханты-Мансийск, 1-й Всероссийский мастерский турнир «Кубок Севера» по классическому пауэрлифтингу, 1 место
- 2012, апрель, Владимир. Чемпионат России по классическому пауэрлифтингу, 4 место
- 2011, май, Ханты-Мансийск. 6-й Всероссийский мастерский турнир по пауэрлифтингу «Кубок Югры», 1 место
- 2010, 1 место, Ханты — Мансийск, 5-й Всероссийский Мастерский Турнир «Кубок Югры»
- 2009, май, Санкт-Петербург, Кубок Титанов
- 2009, январь, Тарко-Сале. Территориальный чемпионат Уральского федерального округа России памяти МС России В. Я. Березовской, 1 место
- 2008, май, Ханты-Мансийск, 3-й Всероссийский мастерский турнир по пауэрлифтингу «Кубок Югры», 1 место
- 2008, май, Санкт — Петербург, Кубок Титанов
- 2007, май, Санкт-Петерубрг, Кубок Титанов
- 2005, май, Санкт-Петербург, Кубок Титанов
- 2005, март, Казань, Чемпионат России ФПР по пауэрлифтингу, 3 место
- 2002, март, Сыктывкар, 15-й чемпионат России ФПР по пауэрлифтингу, 1 место
- 2000, апрель, Riesa, Чемпионат Европы EPF по пауэрлифтингу среди мужчин 1 место;
- 2000, март, Сыктывкар, Чемпионат России ФПР по пауэрлифтингу, 1 место
- 1999, ноябрь, Trento, Чемпионат мира IPF по пауэрлифтингу среди мужчин, 1 место
- 1999, сентябрь, Рыбинск, Кубок России по пауэрлифтингу, 1 место
- 1999, Pułtusk, май, Чемпионат Европы EPF по пауэрлифтингу среди мужчин, 1 место
- 1999, февраль, Гай, Чемпионат России ФПР по пауэрлифтингу, 1 место
- 1998, ноябрь, Черкассы, Чемпионат мира IPF по пауэрлифтингу среди мужчин, 1 место
- 1998, сентябрь, Калуга, Кубок России по пауэрлифтингу, 1 место
- 1998, февраль, Уфа, Чемпионат России ФПР по пауэрлифтингу, 3 место
- 1997, октябрь, Владимир, Кубок России по пауэрлифтингу, 1 место
- 1997, май, Birmingham, Чемпионат Европы EPF по пауэрлифтингу среди мужчин, 2 место
- 1997, февраль, Сыктывкар, Чемпионат России ФПР по пауэрлифтингу, 1 место
- 1996, октябрь, Калуга, Кубок России по пауэрлифтингу, 1 место
- 1996, февраль, Екатеринбург, Чемпионат России ФПР по пауэрлифтингу, 3 место
- 1995, июль, New Delh, Чемпионат мира IPF по пауэрлифтингу среди юниоров, 1 место
- 1995, апрель, Челябинск, Чемпионат России ФПР по пауэрлифтингу среди юниоров, 1 место
- 1994, июнь, Bali, Чемпионат мира IPF по пауэрлифтингу среди юниоров, 1 место
- 1994, июнь, Manchester, Чемпионат Европы EPF по пауэрлифтингу среди юниоров, 1 место
- 1994, март, Санкт-Петербург, Чемпионат России ФПР по пауэрлифтингу среди юниоров, 1 место
- 1993, апрель, Волгоград, Чемпионат России ФПР по пауэрлифтингу среди юниоров, 1 место
- 1992, апрель, Екатеринбург, Чемпионат России ФПР по пауэрлифтингу среди юниоров, 4 место